# Damiano de Odemira

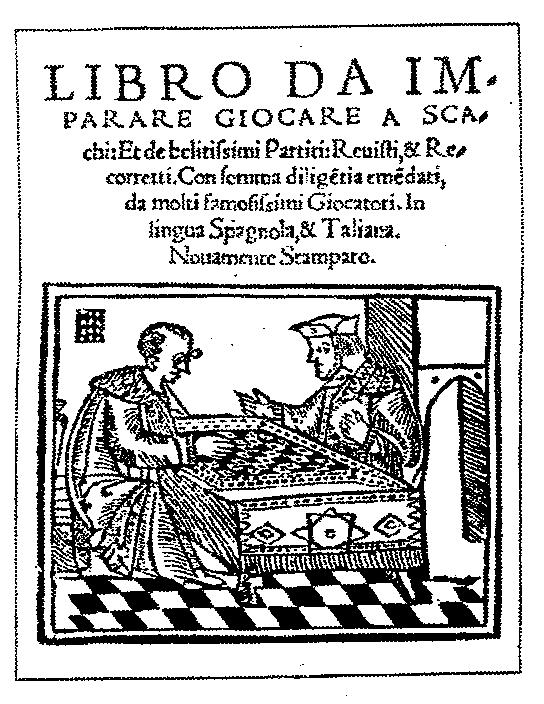
Titelseite mit Holzschnitt (1512): Priester und Mönch spielen Schach

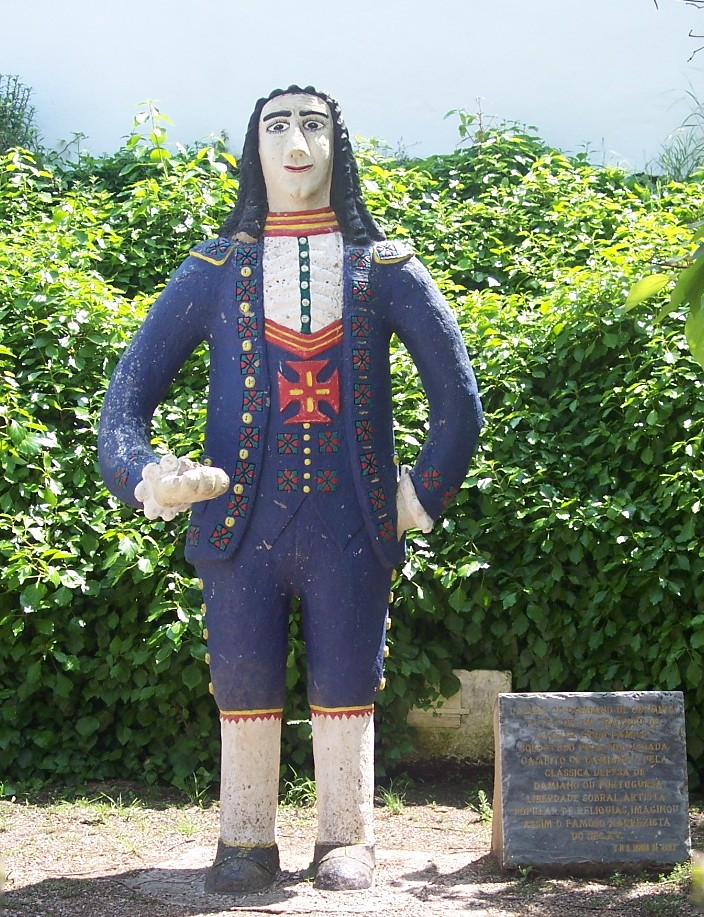
Ca. 3 m hohe Statue, gefertigt von Künstler Liberdade Sobral

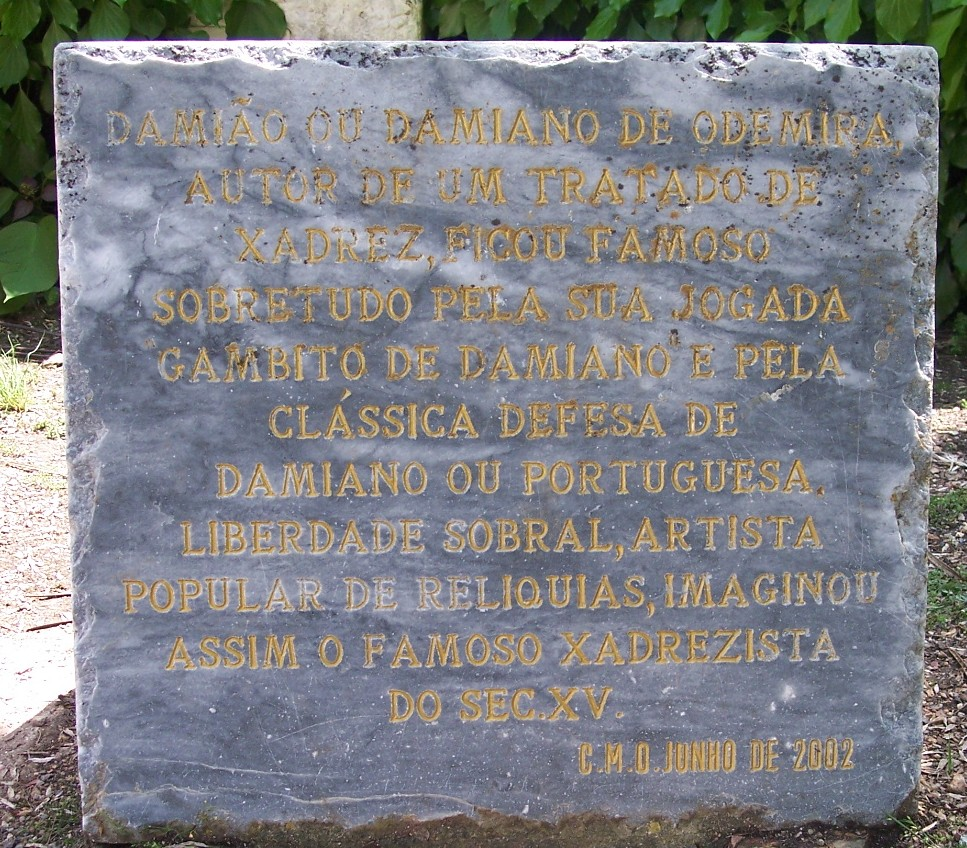
Stein zur Statue Damian

Damiano de Odemira, auch Pedro Damiano genannt (* unbekannt in Odemira; † um 1544), war ein portugiesischer Schachautor des 16. Jahrhunderts.

## Leben
Von Beruf war Damiano Apotheker und stammte aus Odemira im südlichen Portugal. Über seine Lebensumstände ist fast nichts bekannt. Es wird vermutet, dass er ursprünglich Pedro Damião hieß und im Jahr 1497 als Jude Zuflucht in Rom fand, nachdem König Manuel I. unter Androhung der Todesstrafe die Vertreibung der Juden aus Portugal angeordnet hatte.
Er arbeitete in Rom wieder als Apotheker und nannte sich Damiano (die Namensähnlichkeit mit dem mittelalterlichen Bischof Petrus Damiani hat in der Vergangenheit zu Missverständnissen geführt). Daneben wird jedoch nicht ausgeschlossen, dass es sich nur um ein Pseudonym eines namentlich unbekannten Autors handelt. Der heilige Damian gilt als Schutzpatron der Apotheker.
Ein Bildnis ist nicht überliefert. Dessen ungeachtet hat ihm vor einigen Jahren seine Heimatstadt Odemira ein Denkmal errichtet.

## Das Schachbuch
Berühmtheit erlangte er durch sein grundlegendes Schachlehrbuch (Questo libro e da imparare giocare a scachi et de le partite), das 1512 in Rom erschien. Die noch zweisprachige (italienisch-spanische) Erstausgabe ist unter anderem in der British Library vorhanden. Bis 1564 wurden insgesamt acht Auflagen gedruckt, davon mehrere Raubdrucke. Die erste französische Übersetzung erschien 1560, die erste englische 1562. Auf Deutsch wurde das Werk erstmals 1855/56 in der Berliner Schachzeitung abgedruckt.
Die von Italien ausgehende Verbreitung des Buches profitierte davon, dass Papst Leo X. im Jahr 1513 das kirchliche Verbot des Schachspiels aufhob. Erst mit dem Auftreten des Spaniers Ruy Lopez endete ein halbes Jahrhundert später die Vorrangstellung des Buchs von Damiano.
Neben Luis Ramírez Lucena, dessen schon 1497 in spanischer Sprache erschienenes Schachwerk viel geringere Beachtung fand, ist Damianos Buch das zweite Dokument über die Reform der Spielregeln des Schachs, die sich gerade vollzogen hatte. Auch die Figur der Dame wurde eingeführt. Anstelle der Rochade, die sich erst im Verlauf des 16. Jahrhunderts ausprägte, kennt Damiano noch den mittelalterlichen Königssprung. Das neue Spiel mit den erweiterten Zugmöglichkeiten für Dame und Läufer nennt Damiano auf Italienisch alla rabiosa („auf stürmische Art“), auf Spanisch de la Dama.
Nicht zutreffend waren die Vermutungen Damianos über die Entstehung des Schachspiels, die er wegen der von ihm angenommenen Etymologie des spanischen Wortes Axedrez auf den persischen König Xerxes zurückführte.

## Hinweise zu Eröffnungs- und Stellungsspiel
Nach der Einleitung kommentierte er zunächst die Partieanfänge nach den neuen Regeln und analysierte einzelne Abspiele, wie zum Beispiel die nach ihm benannte Eröffnung, Damianos Verteidigung (1. e2–e4 e7–e5 2. Sg1–f3 f7–f6). Damiano riet in seinem Buch von ihrem Gebrauch ab und empfahl stattdessen 2. … Sb8–c6. Den später von Philidor empfohlenen Zug 2. … d7–d6 hielt Damiano ebenfalls für minderwertig, weil er den Königsläufer einsperrt.
Neben der Eröffnungsbehandlung gab Damiano einige allgemein gültige Hinweise für das Stellungsspiel. In Positionen, in denen man weder angreift noch angegriffen wird, sollten die Figuren gezogen werden, die ungünstig stehen. Wenn man sich materiell im Vorteil befinde, sollte man Abtausch anstreben. Jeder Zug sollte die Absicht verfolgen, den Zusammenhalt der Figuren zu verstärken. Zeitlose Gültigkeit kann sein Ratschlag beanspruchen: Wenn deine Steine eine überlegene Position eingenommen haben, darfst du das nicht durch den Raub eines unwichtigen Bauern aufs Spiel setzen. Diese strategischen Überlegungen, die Hinweise zum Positionsspiel und zum Harmonieprinzip waren das eigentlich Revolutionäre an dem Buch. Ein oft wiederholter psychologischer Rat Damianos lautete: Wenn Du über einen guten Zug verfügst, achte darauf, ob es nicht noch einen besseren gibt.

## Sammlung künstlicher Endspiele
Damianos Buch enthielt ausführliche Hinweise zu Vorgabepartien; ein Anhang beinhaltete zudem eine Anleitung zu dem bereits damals praktizierten Blindspiel.
Den Großteil des Werkes nahm jedoch eine Sammlung von 72 Schachkompositionen ein, die fast vollständig von Lucena – oder einer anderen Quelle, aus der beide Autoren schöpften – entlehnt war. Berühmt wurde das nach ihm benannte Matt mit doppeltem Turmopfer:
|   | a | b | c | d | e | f | g | h |   |
| 8 |   |   |   |   |   |   |   |   | 8 |
| 7 |   |   |   |   |   |   |   |   | 7 |
| 6 |   |   |   |   |   |   |   |   | 6 |
| 5 |   |   |   |   |   |   |   |   | 5 |
| 4 |   |   |   |   |   |   |   |   | 4 |
| 3 |   |   |   |   |   |   |   |   | 3 |
| 2 |   |   |   |   |   |   |   |   | 2 |
| 1 |   |   |   |   |   |   |   |   | 1 |
|   | a | b | c | d | e | f | g | h |   |

Lösung:

1. Th1–h8+ Räumung Kg8xh8

2. Tf1–h1+ Bahnung Kh8–g8

3. Th1–h8+ Räumung Kg8xh8

4. Dd1–h1+ Kh8–g8

5. Dh1–h7#

## Werkausgaben
- Damiano da Odemira: Questo libro e da imparare giocare a scachi et de le partite, Rom 1512 (Digitalisat bei Gallica)
- Robert Franz und Tassilo von Heydebrand und der Lasa: Die Schachpartieen [sic] und Endspiele des Portugiesen Damiano, nebst der Kunst, aus dem Gedächtnisse zu spielen, Veit & Comp., Berlin 1857 (deutsche Übersetzung)